# Жирје (Шибеник)
Жирје је насељено мјесто у Далмацији. Припада граду Шибенику, у Шибенско-книнској жупанији, Република Хрватска.

## Географија
Жирје се налази на острву Жирје, удаљено око 22 км југозападно од Шибеника.

## Становништво
Према попису становништва из 2011. године, насеље Жирје је имало 103 становника.
| Демографија | Демографија | Демографија |
| Година      | Становника  | Становника  |
| ----------- | ----------- | ----------- |
| 1971.       | 336         |             |
| 1981.       | 209         |             |
| 1991.       | 160         |             |
| 2001.       | 124         |             |
| 2011.       |             | 103         |